# Махрово (село)
Махрово (рос. Махрово) — село в Буйському районі Костромської області Російської Федерації.
Населення становить 74 особи. Входить до складу муніципального утворення Барановське сільське поселення.

## Історія
У 1929-1936 роках населений пункт належав до Івановської промислової області. Відтак, до 1944 року в складі Івановської області.
Від 2004 року належить до муніципального утворення Барановське сільське поселення.

## Населення
| 2008 | 2010 | 2014 |
| ---- | ---- | ---- |
| 73   | ↘60  | ↗74  |